# Nudaria dilucida
Nudaria dilucida är en fjärilsart som beskrevs av Arnold Spuler 1906. Nudaria dilucida ingår i släktet Nudaria och familjen björnspinnare. Inga underarter finns listade i Catalogue of Life.